# Peist
Peist é uma comuna da Suíça, no Cantão Grisões, com cerca de 212 habitantes. Estende-se por uma área de 17,93 km², de densidade populacional de 12 hab/km². Confina com as seguintes comunas: Arosa, Fideris, Furna, Jenaz, Langwies, Molinis, Sankt Peter.
A língua oficial nesta comuna é o Alemão.